# Igor van Kiev
Igor of Ingvar (- 945) (Oudrussisch/Russisch: Игорь; Oekraïens: Ігор) ook wel Igor de Oude genoemd, was een Varangse knjaz (prins) die heerste over het Kievse Rijk tussen 912 en 945 volgens de Nestorkroniek. Het is een van de eerste vorsten van het Kievse Rijk waarvan met enige zekerheid kan worden gesteld dat hij echt heeft bestaan en geen legendarisch figuur was. De Nestorkroniek vermeldt verder weinig over hem. Er is gespeculeerd dat de kroniekschrijver(s) ervoor kozen om zijn regering uitgebreid te beschrijven, aangezien het Kievse Rijk in die tijd werd gedomineerd door de Chazaren. Een vermelding in de kroniek dat hij de zoon was van Rurik wordt op chronologische gronden ook in vraagstelling gebracht.

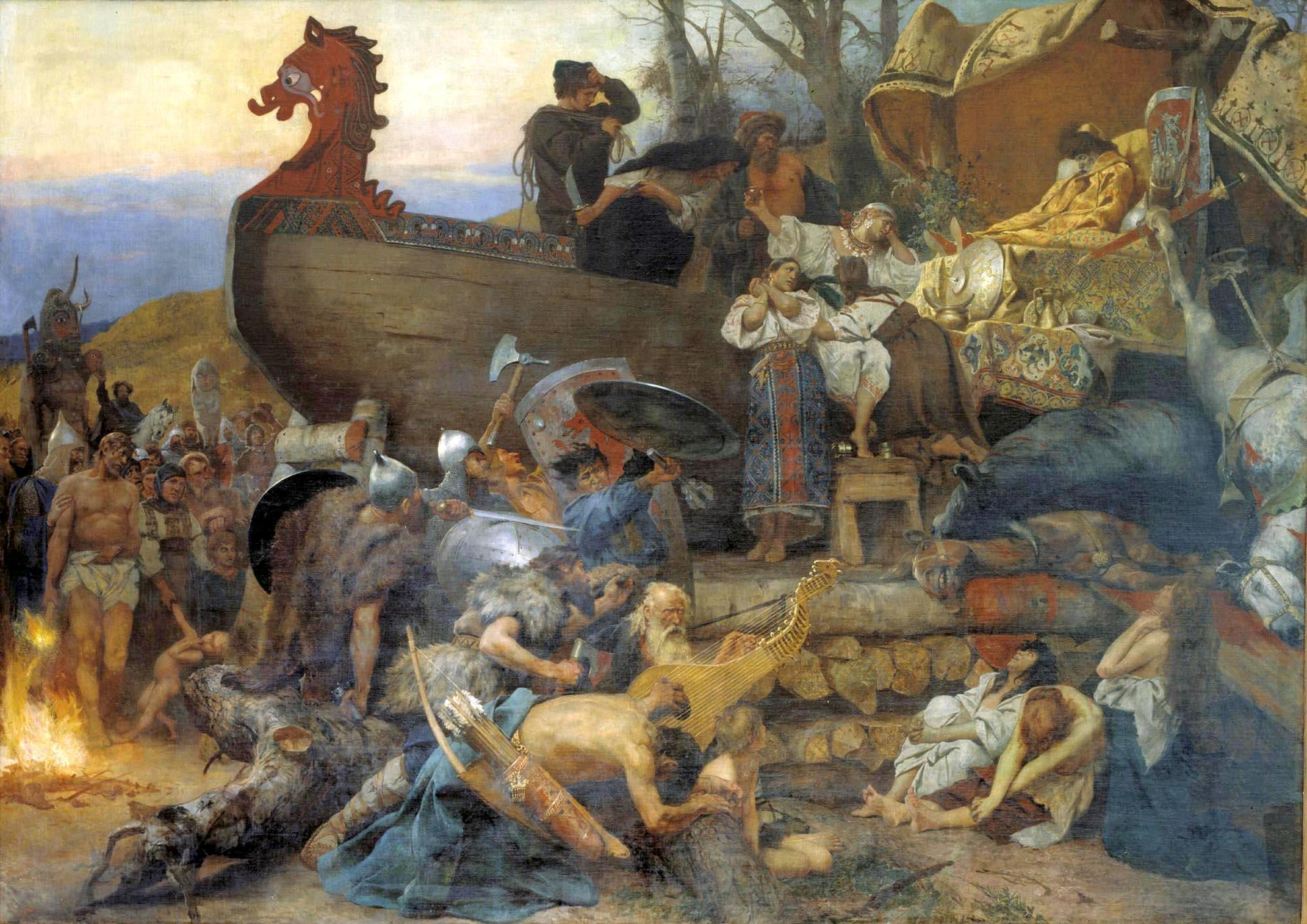
Begrafenis van Igor de Oude in 945

Hij onderwierp de Slavische Drevljanenstam na een strijd in 914 en liet hen schatting betalen. Het jaar daarop wist hij als eerste Kievse vorst vrede te sluiten met de machtige Petsjenegenstam, maar raakte in 920 opnieuw in oorlog met hen.
Hij belegerde Constantinopel tweemaal; in 941 en in 944. In 941 trok Igor met een grote vloot naar de stad, waarna het Kievse leger de ommelanden van Constantinopel verwoestte. Het Byzantijnse leger wist de vloot te beschadigen met Grieks vuur en wist hen daarop te verdrijven, waarna Igor zich terugtrok. De Byzantijnse vorst liet daarop waarschijnlijk het gunstige handelsverdrag met de Vangariërs verbreken. Igor trok daarop in 944 opnieuw naar de stad, naar verluidt om de privileges van het oude handelsverdrag opnieuw af te dwingen. De Byzantijnen stuurden een delegatie die het verdrag hernieuwde, maar de privileges waren minder positief voor de Vangaarse handelaren als daarvoor. De tekst van het verdrag is vermeld in de Nestorkroniek. Hierdoor werd het Kievse Rijk ook geopend voor christelijke invloeden.
In 913 en 944 plunderden de Roes de Arabieren in de Kaspische Zee en belegerden de hoofdstad van Kaukasisch Albanië (nu grondgebied van Azerbeidzjan). Het is niet bekend of Igor iets van doen had met deze veldtocht of dat het hier ging om een onafhankelijke groep Varangiërs.
Igor werd gedood bij het inzamelen van de verschuldigde schattingen van de Drevljanenstam in 945, wat weer werd gewroken door zijn vrouw; Olga van Kiev. De Nestorkroniek wijdt zijn dood aan zijn eigen extreme hebberigheid, door te zeggen dat Igor al voor de tweede keer de schatting ophaalde in die maand. Zeker is dat Igor een verhoging wilde van de schatting en gedood werd bij een veldtocht tegen de Drevljanen. Zijn zoon Svjatoslav werd bij de dood van Igor niet meteen heerser over het Kievse Rijk, daar Igors vrouw Olga het regentschap eerst op zich nam tijdens zijn minderjarigheid.